# Egmont (Beethoven)

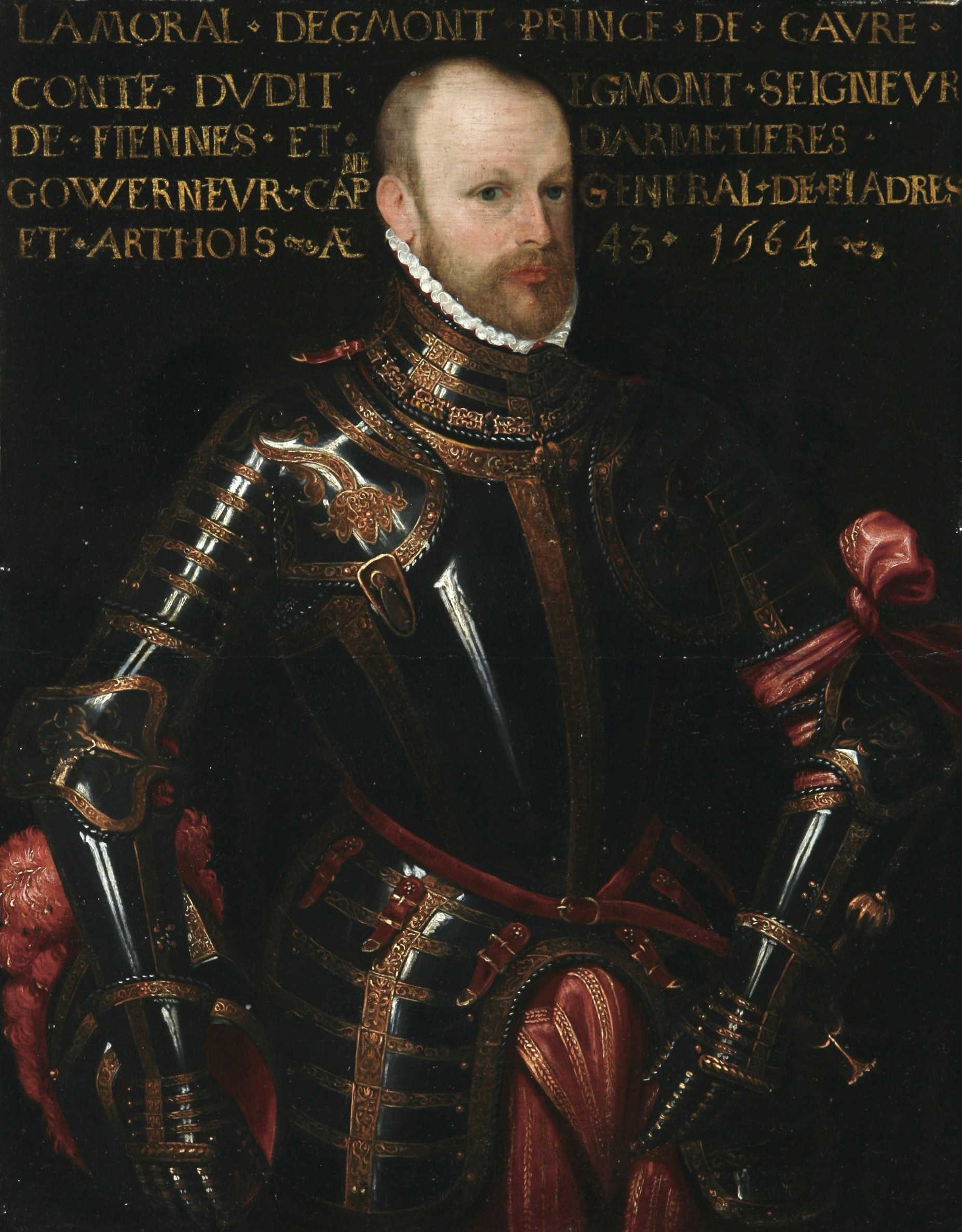
Lamoralova soudobá rytina

Ouvertüre Egmont und Musik-Szene Op. 84 je předehra a scénická hudba, kterou zkomponoval Ludwig van Beethoven mezi říjnem 1809 a červnem 1810. Dílo mělo premiéru 15. června 1810 ve vídeňském Dvorním divadle (Burgtheater), které si u Beethovena roku 1809 tuto skladbu objednalo. Premiéru dirigoval sám Beethoven.
Předehru Egmont a scénickou hudbu složil Beethoven pro stejnojmenné drama (1787) významného německého básníka Johanna Wolfganga von Goetha. Beethoven v Egmontovi nalezl spojitosti se svými politickými názory, a navíc byl Goetheho velkým obdivovatelem. Goethe byl naopak potěšen, když mu Beethoven své dílo zaslal; obdržel je v lednu 1812. Samotného Beethovena pak Goethe označil za „pozoruhodného génia“. Goethe zastával názor, že u hudebních děl tohoto typu skladatel málokdy zcela pronikne do básníkova záměru. V zásadě odmítal melodrama, avšak u Beethovenova Egmonta nalezl jisté „zrcadlení“ svých intencí. Když přátelům koncem září 1820 recitoval Egmontův monolog v žaláři, dodal: „Zde ovšem je, jak jsem naznačil, hudební doprovod žádoucí, a Beethoven pochopil mé intence s obdivuhodnou genialitou“
.

## Děj
Hrdina nizozemského boje za samostatnost Lamoraal Egmont (1522–1568) svou urozeností patří do starého světa a počítá s tím, že král bude jeho pravidla ctít. Vévoda z Alby však využije plnou moc, kterou ho obdařil král, a nechává Egmonta zavřít a popravit. Smrtí hrdiny končí Goethova tragédie, ale divák ví, že boj za svobodu musí pokračovat dál. Egmont se díky Goethovi stal dobovým symbolem boje za svobodu proti vrchnosti, čehož se drží i Beethovenovo dílo.

## Části
1. Předehra: Sostenuto, ma non troppo – Allegro
2. Píseň: „Die Trommel gerühret“
3. Entr'acte č. 1: Andante
4. Entr'acte č. 2: Larghetto
5. Píseň: „Freudvoll und Leidvoll“
6. Entr'acte č. 3: Allegro – Marcia
7. Entr'acte č. 4: Poco sostenuto e risoluto
8. Mort de Klärchen
9. Melodram: „Süßer Schlaf“
10. Siegessymphonie (Vítězná symfonie): Allegro con brio